# Harry Cleaver (cầu thủ bóng đá)
Harry Cleaver (1880 – không rõ) là một cầu thủ bóng đá người Anh thi đấu ở vị trí tiền đạo. Sinh ra ở Macclesfield, ông thi đấu cho Desborough Town và Manchester United.